# Paroisse Bienheureux-Marcel-Callo en Denaisis
La paroisse Bienheureux-Marcel-Callo en Denaisis est l'une des quatre paroisses du doyenné de Denaisis et des 51 paroisses de l'archidiocèse de Cambrai. Son siège est la maison paroissiale d'Escaudain située no 3, place Condorcet, près de l'église de la commune. Elle doit son nom à Marcel Callo (1921-1945), béatifié par le pape Jean-Paul II en 1987.

## Histoire
La paroisse tient son nom de Marcel Callo (6 décembre 1921 – 19 mars 1945), béatifié le 4 octobre 1987 par le pape Jean-Paul II, ainsi que de son aire géographique, couvrant la ville de Denain et ses environs.

## Organisation de la paroisse

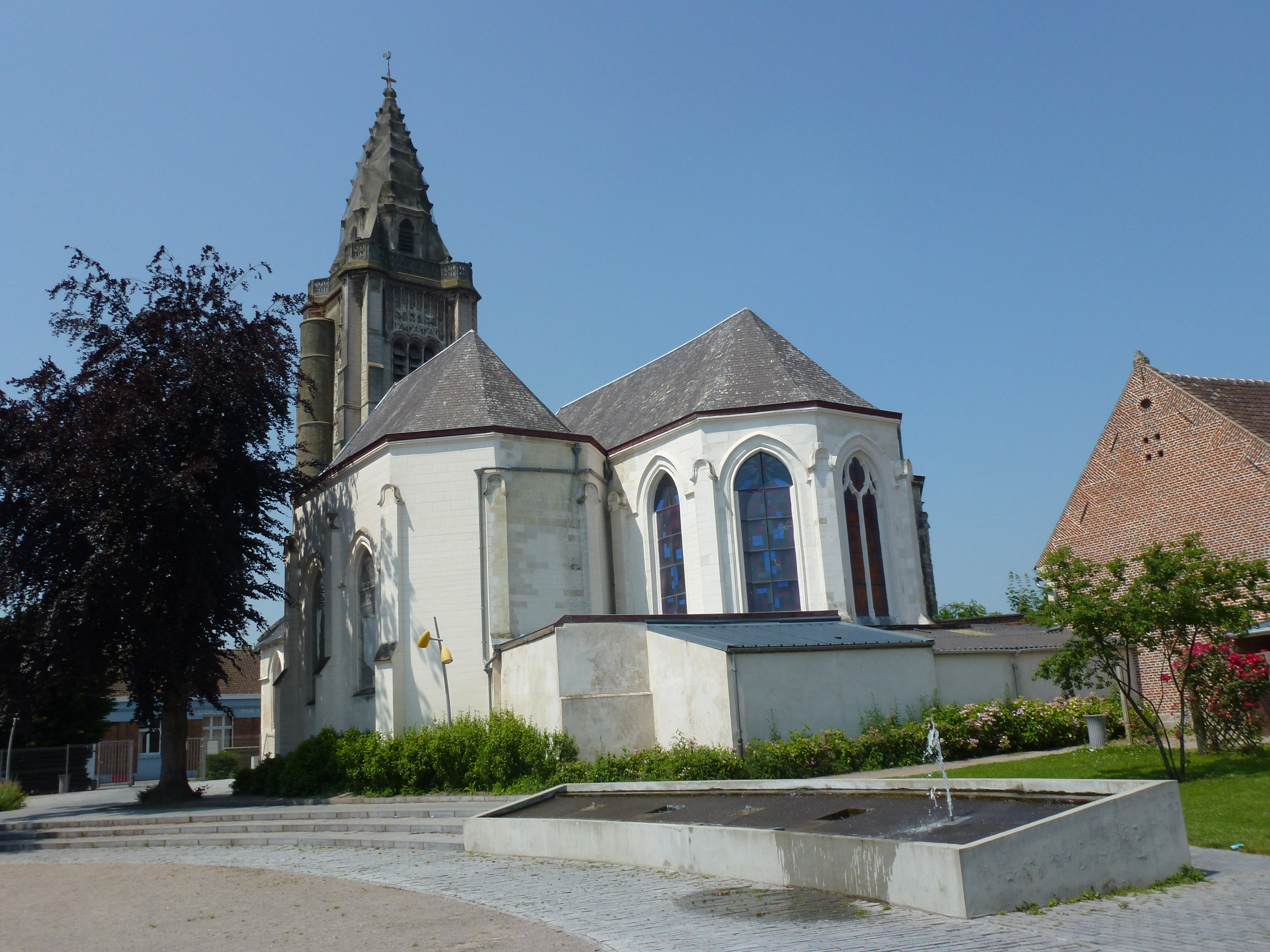
L'église Saint-Martin d'Escaudain, commune siège de la paroisse (2013).

La paroisse s'étend sur cinq communes. Le culte est rendu, de manière rotative, dans chacune des églises de la paroisse.
| Commune             | Église                 |
| ------------------- | ---------------------- |
| Abscon              | Église Saint-Brice     |
| Escaudain (siège)   | Église Saint-Martin    |
| Lourches            | Église de l'Assomption |
| Neuville-sur-Escaut | Église Saint-Amand     |
| Rœulx               | Église Saint-Rémy      |